# Hommachi (metropolitana di Osaka)
Hommachi (本町駅?, Honmachi-eki) è una stazione della Metropolitana di Osaka situata nel centro della città. Presso la stazione passano tre linee di metropolitana. Per la linea Chūō è presente una banchina a isola al terzo piano sotterraneo, un'altra banchina a isola al secondo per la linea Midōsuji, e due banchine laterali al primo piano sotterraneo per la linea Yotsubashi.

## Stazioni adiacenti
| «                | Servizio       | »                  |
| Linea Midōsuji   | Linea Midōsuji | Linea Midōsuji     |
| ---------------- | -------------- | ------------------ |
| Yodoyabashi      | Locale         | Shinsaibashi       |
| Linea Chūō       |                |                    |
| Awaza            | Locale         | Sakaisuji-Hommachi |
| Linea Yotsubashi |                |                    |
| Higobashi        | Locale         | Yotsubashi         |